# Rock in Opposition
El Rock in Opposition ("Rock en oposición" en castellano, usualmente abreviado como RIO) fue, originalmente, un movimiento musical que agrupaba a un colectivo de bandas de rock progresivo y rock experimental de Europa surgido a fines de los años 70. Su premisa básica consistía en una oposición a la manera en que las compañías discográficas manejaban la industria musical. El movimiento guarda ciertas analogías con la escena zeuhl, subgénero del rock progresivo con marcadas influencias experimentales. El movimiento, surgido en Europa, influyó a músicos de otros países.

## Historia

### Orígenes: festival del New London Theatre

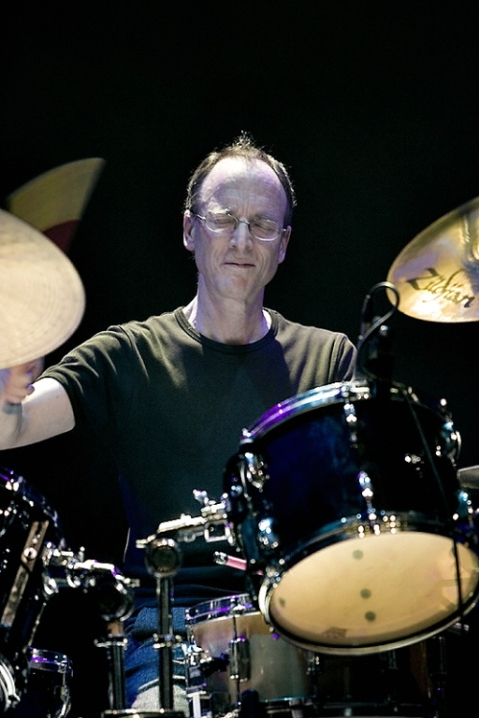
Chris Cutler, baterista de Henry Cow, uno de los miembros activos del RIO.

El punto de partida del "Rock en oposición" fue el festival que tuvo lugar el 12 de marzo de 1978 en The New London Theatre de Londres. Éste fue organizado por el grupo británico Henry Cow, y congregó a otras cuatro bandas: los suecos Samla Mammas Manna, los italianos Stormy Six, los belgas Univers Zéro y los franceses Etron Fou Leloublan. El lema del festival fue "cinco grupos de rock que las compañías discográficas no quieren que oigas".
El origen de dicho festival se debe a Henry Cow, cuyos miembros eran virtualmente ignorados en Inglaterra y a los cuales Virgin Records (compañía a la que estuvieron ligados a principios y mediados de los 70) les rescindió el contrato a raíz de las escasas ventas de sus discos. Durante una gira por Europa continental, Henry Cow contactó con los grupos a los que posteriormente invitaría a formar parte en el festival de Londres. Estos grupos corrían una suerte similar a la de ellos en sus respectivos países.

### Reuniones posteriores
En un principio, ni la organización del concierto ni el término Rock in Opposition conllevaban planes serios, sin intención de establecer movimiento alguno. Sin embargo, el show tomó trascendencia y la prensa musical europea hizo eco del mismo, lo cual llevó a los músicos a considerar futuros planes respecto a la inesperadamente exitosa y divulgada iniciativa. De esta forma, las cinco bandas se reunieron en diciembre de 1978 en el Sunrise Studio de la localidad suiza de Kirchberg, en el Cantón de San Galo, para sentar las bases del Rock in Opposition como colectivo estable. Para este tiempo Henry Cow ya no existía como banda, pero igualmente sus integrantes participaron activamente en la organización del movimiento.
Un segundo festival RIO tuvo lugar en el Teatro dell'Elfo, sito en la ciudad de Milán (Italia), del 26 de abril al 1 de mayo de 1979. Esta vez fue organizado por los locales Stormy Six, contando con la participación de Samla Mammas Manna, Univers Zéro, Etron Fou Leloublan y tres nuevos grupos agregados al colectivo: Art Zoyd (Francia), Aksak Maboul (Bélgica) y los británicos Art Bears, este último formado por exintegrantes de Henry Cow.
Posteriormente, otros dos festivales RIO tuvieron lugar en Suecia y Bélgica, aunque los integrantes del movimiento comenzaron a discrepar respecto de distintos aspectos y objetivos, de manera que la escena RIO se esfumó gradualmente a finales de 1979. A pesar de su corta vida, la etiqueta genérica de Rock in Opposition tomó dominio público y ha sido usada por diversos artistas hasta el día de hoy, frecuentemente con actos asociados al experimental y al avant-rock, cuyas producciones son realizadas de manera independiente, al margen de las grandes compañías discográficas.

## Características

### Sello propio: Recommended Records
Hacia finales de 1978, el miembro de Henry Cow (y posteriormente de Art Bears) Chris Cutler fundó Recommended Records (RēR), un sello discográfico independiente para artistas RIO y similares. Cuando expiró el Rock in Opposition como organización, RēR continuó el trabajo iniciado representando y promocionando a grupos y artistas marginados como Henry Cow en sus orígenes. De esta forma, Recommended Records forma parte del legado del RIO.

### El RIO como género musical
Tras el cese del RIO como organización, su nombre pasó al dominio público y tomó el significado de género musical. Aunque en un principio el RIO denominaba a un movimiento musical, formado por artistas de estilos diferentes, más tarde se convirtió en una etiqueta con la que clasificar a ciertos grupos avant-garde influenciados por los fundadores del movimiento, así como a los propios artistas que participaron en los festivales RIO. 

## Rock en oposición en el mundo
Bandas actuales asociadas al RIO son 5uu's (EE. UU.), Guapo (Reino Unido), Miriodor (Canadá) y Thinking Plague (EE. UU.). Hoy en día el RIO puede considerarse un sinónimo del avant-rock y del rock experimental.

### México
El RIO influyó la labor artística en otros sitios del mundo como México. Entre los grupos que se vieron influenciados por el movimiento están Decibel, El queso sagrado, Hi Fidelity Orchestra, Nazca, Erehía, Culto sin nombre, 1870, José Luis Fernández Ledesma, Margarita Botello, La perra, Orkvs, entre otros.